# Суровикин, Владимир Иванович
Владимир Иванович Суровикин (26 июля 1921, Михайловка, Донская область, РСФСР — 25 апреля 1966, Воздвиженка, Приморский край, РСФСР, СССР) — военный летчик, полковник. Участник Великой Отечественной войны и войны в Корее.

## Биография
Родился 26 декабря 1921 года в Михайловке, ныне Волгоградской области, России. Русский.
В июне 1941 года поступил Сталинградскую военно-авиационную школу пилотов имени Сталинградского Краснознаменного пролетариата. В 1942 году после окончания школы был направлен лётчиком-инструктором в 13-й запасной истребительный авиационный полк (г. Кузнецк, Приволжский военный округ). Осуществлял подготовку лётчиков на самолётах типа Як, для отправки их на фронт. За образцовое выполнение боевых заданий командования на фронте борьбы с немецко-фашистскими захватчиками, подготовку и повышение квалификации лётных кадров и обеспечение действующей армии авиационным вооружением, старший лётчик — младший лейтенант Суровикин был награждён медалью «За боевые заслуги».
После войны продолжил службу в 523-м истребительном авиационном полку 303-й истребительной авиационной дивизии (Кобрин, Брестская область). В 1948 году с полком был передислоцирован в Кострому, где началось переобучение на реактивные истребители Як-15, а спустя два года — на МиГ-15. Летом 1950 года, после начала Корейской войны, полк был переброшен на Дальний Восток, где принял участие в Корейской войне. Старший лейтенант Суровикин за время войны сбил три американских истребителя F-86, за что был награждён орденами Красного Знамени и Красной Звезды.

10 сентября лётчики 64-го ИАК и 4-го ИАКР вновь сошлись в бою, и состоялось два сражения в течение дня. Первое сражение, в котором участвовали все полки 303-й и 324-й ИАД, состоялось утром в районе Сюкусен — Хакусен — Дзюнсен. Лётчики 324-й ИАД атаковали боевые порядки штурмовиков F-80, а прикрывавшие их «Сейбры» атаковали лётчики 303-й ИАД. Сражение проходило в период с 11:25 и до 12:00. Сначала в 11:35 в районе Хакусен 26 экипажей 17-го полка провели 10-минутный бой с большой группой F-86, в котором старший лейтенант Н. С. Волков сбил один «Сейбр» без своих потерь. В это время 16 «МиГов» из 176-го ГИАП встретили группу из 24 F-80, и последние тут же ретировались в залив, потеряв при этом один «Шутинг Стар», который сбил капитан Г. И. Гесь. Тут же была обнаружена группа из 8 «Метеоров», которые сопровождали эту группу F-80. Они также попали под удар «МиГов», и тот же Гесь сбивает один из «Метеоров», а другие покидают поле боя.
В это время (11:50) в районе Сюкусен — Дзюнсен шёл ожесточённый бой истребителей, в котором сошлись 24 «МиГа» из состава 523-го ИАП и 26 F-86. «Сейбры» были вновь разбиты и покинули поле боя, потеряв 4 самолёта, которые сбили: 2 старший лейтенант В. И. Суровикин, по одному — старшие лейтенанты Г. Т. Шаталов и Д. А. Самойлов. Наши лётчики потерь в этом бою не понесли.
6 октября 1951 года, в период 8:50 — 9:00 в районе Дзюнсен, с «Сейбрами» схлестнулись лётчики 523-го и 17-го полков: 24 «МиГа» дрались с 20 F-86. В этом сражении капитан С. А. Бахаев и старший лейтенант В. И. Суровикин сбили 2 «Сейбра» без своих потерь.— Из книги И. Сейдова - "Красные дьяволы" в небе Кореи".  Москва, "ЯУЗА - ЭКСМО", 2007 год.
После окончания Корейской войны продолжил службу на различных командных должностях в 523-м истребительном авиационном полку (аэродром Воздвиженка, Приморский край), за лётные испытания новых видов вооружения и полёты в сложных метеорологических условиях был награждён орденами Ленина и Красного Знамени.
26 апреля 1966 года командир 523 иап полковник Суровикин взлетел на истребителе-бомбардировщике Су-7Б с аэродрома Воздвиженка, после набора им высоты 100—150 метров на самолёте отказал двигатель. Впереди по курсу виднелись жилые дома и школа. Имея приказ катапультироваться, летчик все же остался в кабине и сумел направить самолёт в безлюдное место. Шансов на собственное спасение у него не осталось. Похоронили героя в селе Воздвиженка, за этот подвиг его посмертно наградили орденом Ленина.

## Награды
- два ордена Ленина (04.06.1955[3], 27.09.1966[4])
- два ордена Красного Знамени (17.12.1951[3], 22.02.1955[3])
- два ордена Красной Звезды (10.10.1952[3], 30.12.1956[3][5])
- две медали «За боевые заслуги» (18.08.1945[6], 20.04.1953[3][5])
- медаль «За победу над Германией в Великой Отечественной войне 1941—1945 гг.» (23.01.1946)[7]
- медали СССР
- медаль «Китайско-советская дружба» (КНР)

## Память
- В Уссурийске увековечили имя героя. В микрорайоне Доброполье на фасаде ДК «Родина» по инициативе Совета ветеранов войны, труда, вооруженных сил и правоохранительных органов установили мемориальную доску с описанием его подвига[8].
- Средняя школа №1 в Воздвиженке Приморского края носит имя Владимира Суровикина [9].